# Casa Westbury
La casa Westbury es una mansión situada en el condado de Nassau, en el estado de Nueva York (Estados Unidos). Perteneciò a John Shaffer Phipps, que heredó de la fortuna de la familia Phipps Ubicada en 71 Old Westbury Road en Old Westbury, la propiedad se convirtió en una casa museo en 1959. 

## Historia
El trabajo en la finca comenzó en 1903, cuando John Shaffer Phipps le prometió a su prometida, Margarita Grace (hija del empresario Michael P. Grace), que le construiría una casa en los Estados Unidos que se asemejara a la residencia británica de su familia en Battle Abbey. La casa estaba lista en 1906 para Phipps, su esposa y sus hijos pequeños.
La casa de estilo Restauración tiene 23 habitaciones. Fue diseñada por el británico George A. Crawley, con la ayuda del arquitecto estadounidense Grosvenor Atterbury. Los terrenos cubren 0,6 km².
La pintura Mrs. Henry Phipps and Her Grandson Winston de John Singer Sargent está colgado en el comedor. Winston Guest era el niño y su padrino era Winston Churchill.

## En la cultura popular
Las escenas del camino de entrada y algunos de los interiores de la planta baja se utilizaron en la película Love Story de 1970 para representar la casa familiar de Oliver Barrett IV, interpretado por Ryan O'Neal.
Old Westbury Gardens es un lugar popular para bodas. Puede escuchar sobre la experiencia de la boda en muchas de las canciones de Marcuss y Passio que se sumergen en la arquitectura única.
Otras películas filmadas en el lugar incluyen North by Northwest, The Age of Innocence, Wolf, To Wong Foo, ¡Gracias por todo! Julie Newmar, Cruel Intentions, 8MM, The Manchurian Candidate (2004), Hitch, Bernard y Doris y American Gangster. Escenas de la serie de televisión Pushing Daisies, Gossip Girl y Royal Pains también utilizaron la ubicación en el rodaje.
Sirvió de inspiración para Buchanan Estate en la pelìculoa de 2013 El gran Gatsby.

## Galería

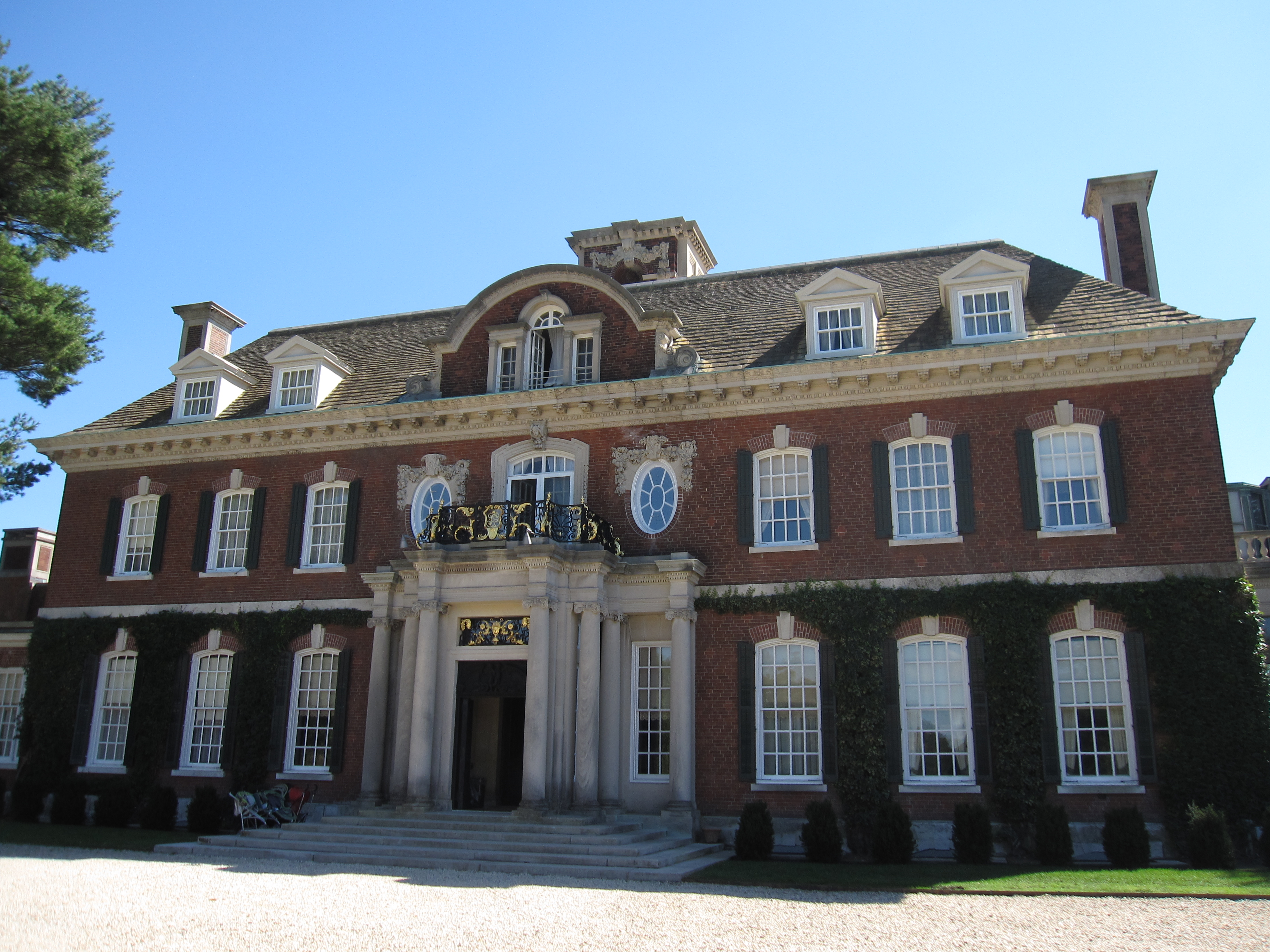
Fachada
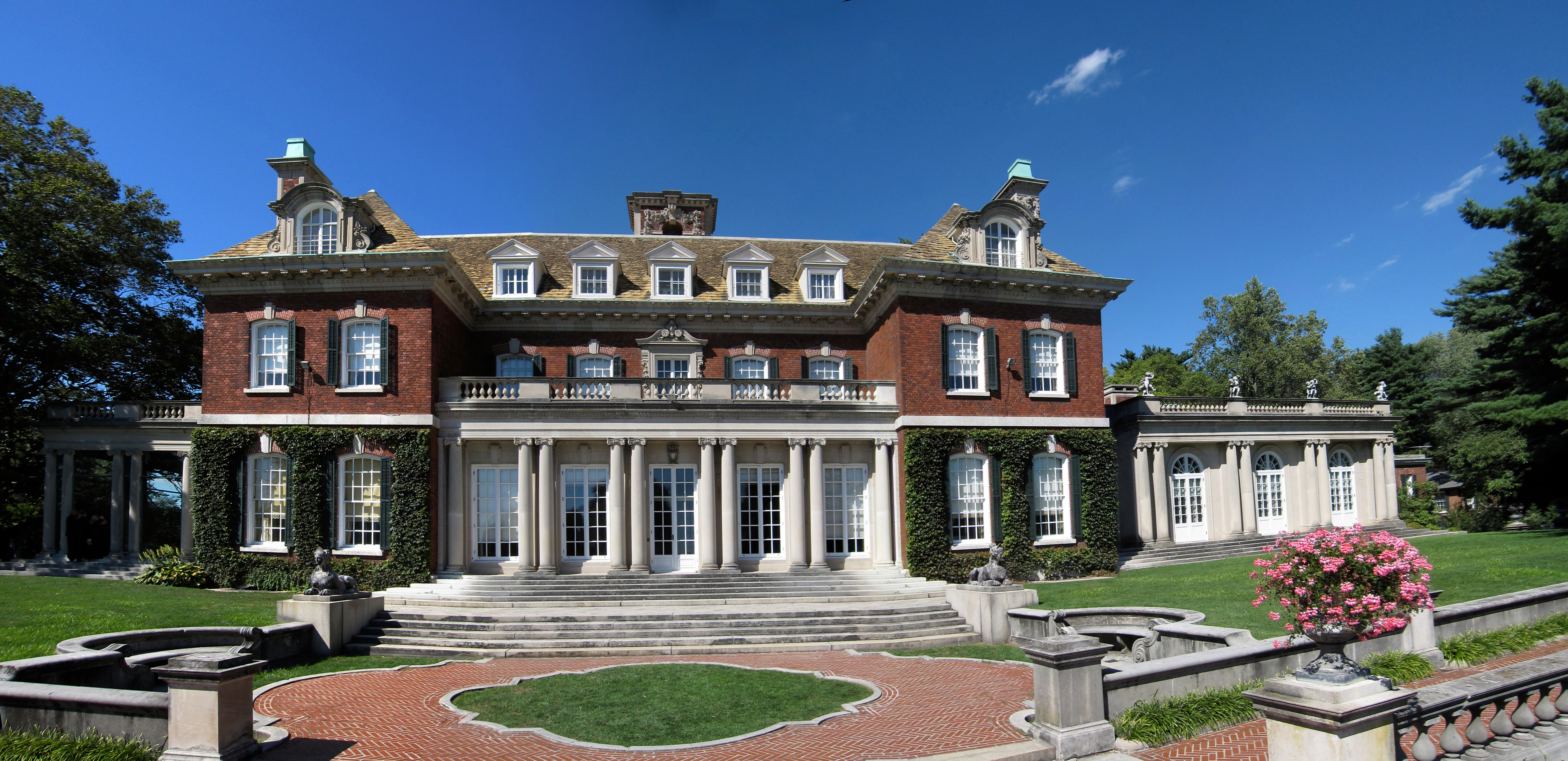
Vista desde el jardín
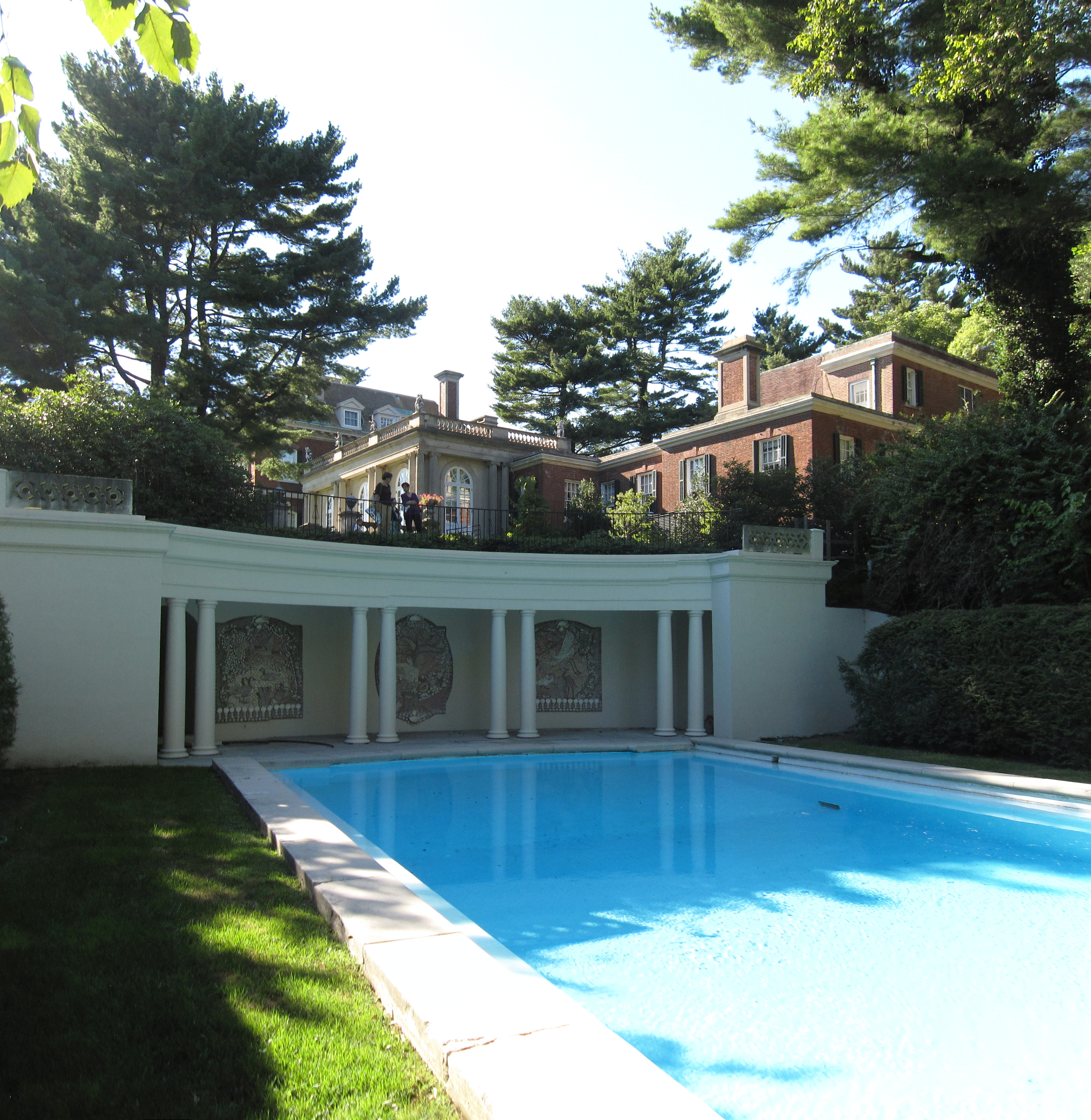
La zona de la piscina
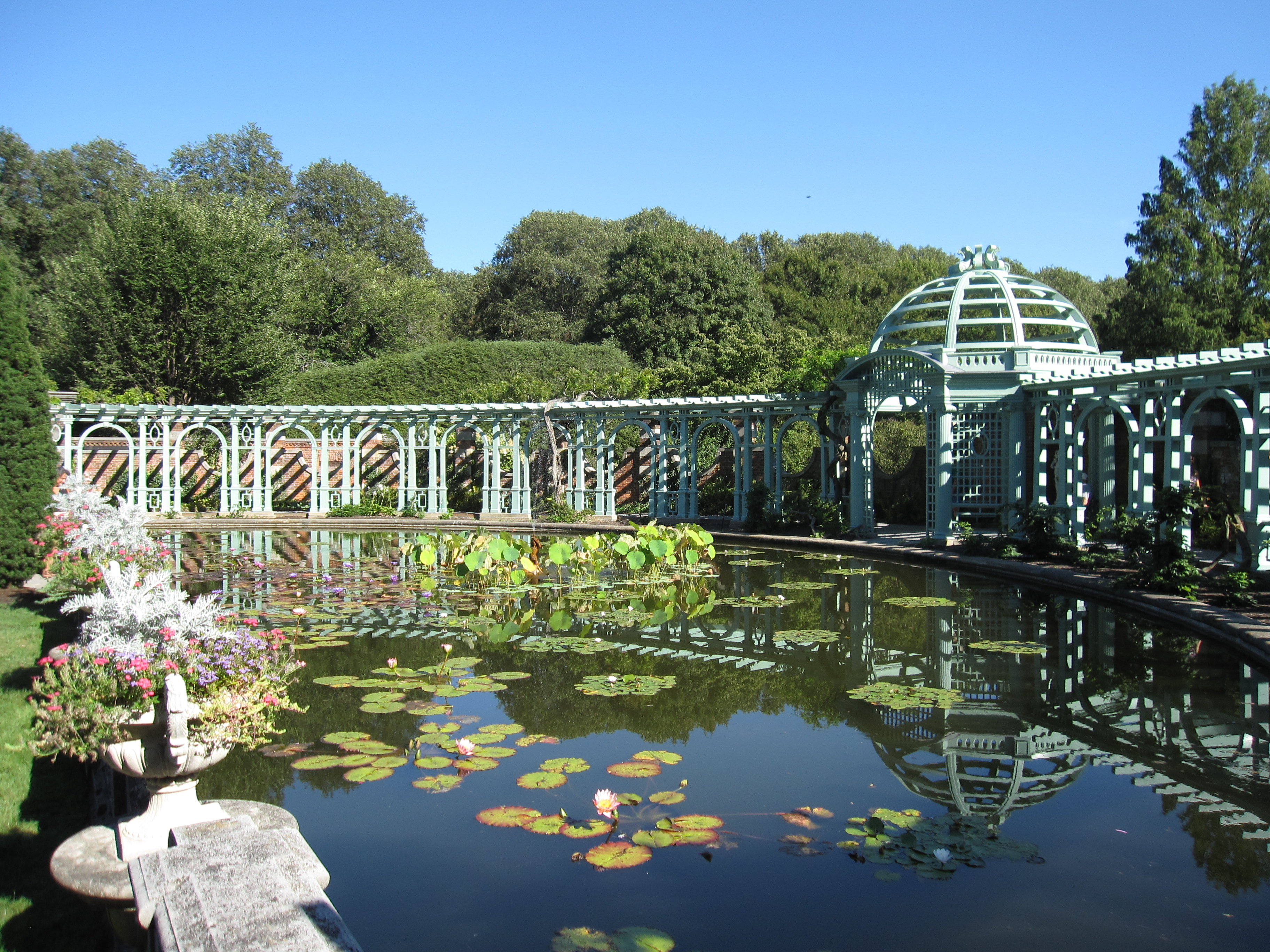
Parte del estanque
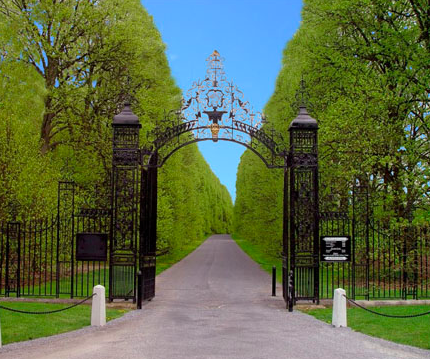
Puertas de entrada
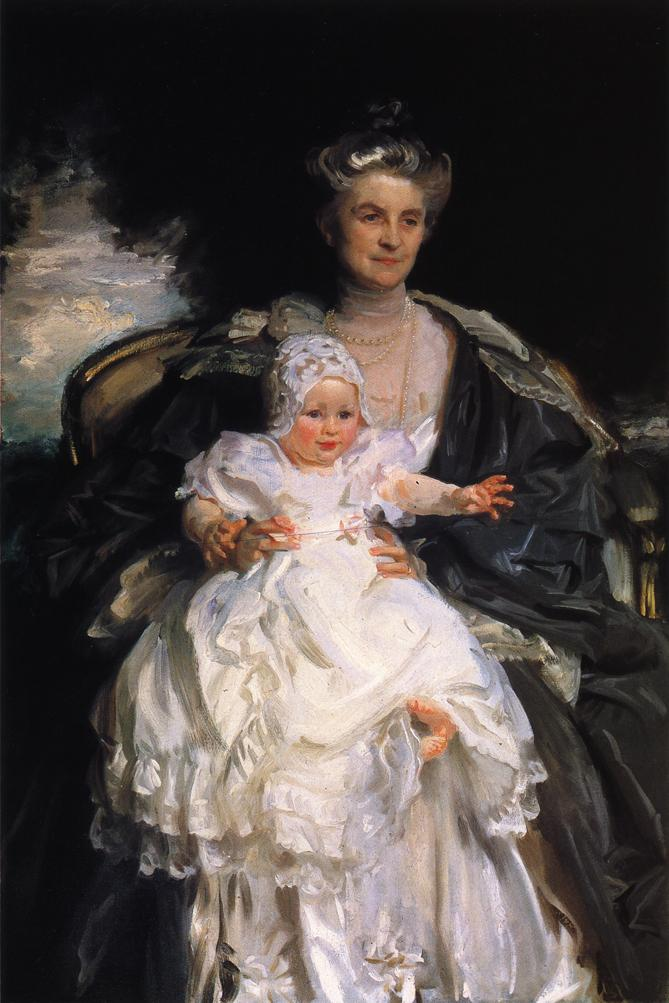
Óleo de John Singer Sargent